# 徳留歌織
徳留 歌織 (とくどめ かおり、1986年2月10日 - )は、日本の女優。

## 概要
千葉県出身。（株）JFCT所属。

### 人物
ルームロンダリングで中国人のワンちゃん役を演じて、共演の伊藤健太郎から本物の中国人だと思われたというエピソードがある。
血液型はA型。
趣味は読書と舞台・映画鑑賞、料理。
特技は結髪、着付、マラソン。

## 出演作

### 映画
2024年
- PLAY! 〜勝つとか負けるとかは、どーでもよくて〜[5]

2021年
- エッシャー通りの赤いポスト
- 恋する寄生虫
- プリズナー・オブ・ゴーストランド

2020年
- 酔うと化け物になる父がつらい

2019年
- WALKING MAN

2018年
- ルームロンダリング

2016年
- 独りの足あと

### テレビドラマ
- ザ・タクシー飯店（2022年7月7日、テレビ東京）　第６話　白鳥役
- 今夜はコの字で (2022年)
- そのご縁、お届けします-メルカリであったほんとの話-(2021年)
- ワカコ酒(2019年)
- ルームロンダリング(2018年)
- #ハッシュタグ(2018年)
- anone(2018年)
- 男の操(2017年)